# Drongo cuacurt
El drongo cuacurt (Dicrurus striatus) és un ocell de la família dels dicrúrids (Dicruridae) que abans era inclòs a Dicrurus balicassius.

## Hàbitat i distribució
Habita els boscos de les illes Filipines, a les illes Visayas orientals i a Mindanao i altres illes properes.